# Bányácska
Bányácska (németül: Steingraben, horvátul: Bojane/Bonjance) Németújvár településrésze, egykor önálló község Ausztriában Burgenland tartományban a Németújvári járásban.

## Fekvése
Németújvár központjától 4 km-re nyugatra fekszik.

## Története
A település története a 16. század közepéig nyúlik vissza, amikor Batthyány Ferenc (horvát bán) birtokairól szlavóniai horvát családokat telepített le ide. Az új telepesek 12 évre szóló adómentességet kaptak. A falu a németújvári uradalomhoz tartozott. 1576-ban 35, 1599-ben 38, 1634-ben 34 család élt itt. 1580-ban lakói evangélikusok lettek. 1605-ben Bocskai hajdúi, akik a Strém és a Lapincs völgyét végigpusztították Bányácskát is felégették. 1643-ban 35 házában 227 lakos élt. 1857-ben 38 háza és 270 lakosa volt. Lakói az idők során elnémetesedtek.
Vályi András szerint "BÁNYA. Staingraben Bonyancze. Horvát falu Vas Vármegyében, birtokos földes Ura Gróf Battyáni Uraság, lakosai katolikusok, fekszik Köszegtöl mintegy jó mértföldnyire. Határbéli földgyei középszerű termékenységűek, Vidékje hegyes, mellynek a’ vizek kiáradásai ártanak, borai meglehetősek, fája tűzre, és épűletre elég, legelője hasonlóképen, gyümöltsös kertyei szépek, és termékenyek; de termő földgyének mivoltához képest, második Osztálybéli. "  (megjegyzés: Vályi Kőszeget nyilvánvalóan összetéveszti Németújvárral)
Fényes Elek szerint "Steingraben, horvát f., Vas vgyében, a németujvári uradalomban, 315 kath. lak.; hegyes erdős határral. Ut. p. Szombathely."
Vas vármegye monográfiája szerint "Bánya, (Steingraben) kisebb község 286 németajkú r. kath. lakossal és 42 házzal. Postája Német-Szt.-Gróth, távírója Német-Ujvár. Lakosainak nagy része Alsó-Ausztriába jár munkába."
1910-ben 268, túlnyomórészt német lakosa volt. A trianoni békeszerződésig Vas vármegye Németújvári járásához tartozott. 1921-ben Ausztria Burgenland tartományának része lett.

## Külső hivatkozások
- A település honlapja
- Várszentmiklós weboldala
- Bányácska a dél-burgenlandi települések honlapján